# Master Builders Solutions
Die Master Builders Solutions Holdings GmbH, mit Hauptsitz in Mannheim, Deutschland, ist ein  Hersteller von bauchemischen Produkten und Spezialbaulösungen. Unter der Marke Master Builders Solutions werden  Betonzusatzmittel, Zementadditive und Lösungen für den Untertagebau angeboten.
Das 1909 gegründete Unternehmen betreibt 35 Produktionsstandorte in Europa, Nordamerika, Australien und Neuseeland. Master Builders Solutions beschäftigt weltweit rund 1600 Mitarbeiter. Im Geschäftsjahr 2023 erzielte das Unternehmen einen Gesamtumsatz von über 900 Millionen Euro.
Seit Mai 2023 befindet sich die Master Builders Solutions Holding im Besitz des internationalen Private-Equity-Unternehmens Cinven.

## Geschichte
Die Geschichte des Unternehmens geht auf das Jahr 1909 zurück, als der Chemiker und Visionär S.W. Flesheim Master Builders Inc. in Cleveland, Ohio, gründete. Sein Ziel war es, innovative Lösungen für die Bauindustrie anzubieten. In den 1930er Jahren, während der Weltwirtschaftskrise, wurden Gebäude für Sport, Kunst und alternative Formen des sozialen Kontakts zu wichtigen Treffpunkten für viele Menschen. Master Builders spielte in dieser Ära eine Rolle, indem es die Betontechnologie mit der Einführung des ersten kommerziellen wasserreduzierenden Zusatzmittels, Pozzolith, im Jahr 1931 vorantrieb. Diese Innovation verbesserte die Qualität und Dauerhaftigkeit von Betonkonstruktionen und spiegelte einen Wandel in der Branche wider. Pozzolith wurde auch beim Bau des  Hoover Staudamms im Jahr 1932 verwendet.
Der Erfolg von Master Builders erregte die Aufmerksamkeit der  American-Marietta Co. und führte zur Übernahme des Unternehmens im Jahr 1950. Die Akquisition war ein strategischer Ansatz zur Erweiterung des eigenen Baumaterialienportfolios des Unternehmens. Das Bauchemiegeschäft florierte und das Unternehmen investierte 1977 rund 10 Millionen Dollar in ein neues Technologiezentrum in Beachwood, Ohio, das sich auf die Analyse und Prüfung von Beton konzentrierte.
In den 1980er Jahren durchlief das Bauchemiegeschäft diverse Übergänge. Im Jahr 2006 erwarb das Chemieunternehmen BASF AG das Bauchemiegeschäft mit Produktionsstandorten und Vertriebszentren in über 50 Ländern sowie das heutige globale Forschungs- und Entwicklungszentrum in Trostberg, Deutschland. Im Jahr 2013 wurde die Dachmarke Master Builders Solutions eingeführt, die alle bestehenden Marken innerhalb des Unternehmensbereichs zusammenfasst. BASF kündigte die Veräußerung ihrer Bauchemiesparte an das Private-Equity-Unternehmen Lone Star Funds im Jahr 2020 unter dem Namen MBCC Group an. Der Schweizer Chemiekonzern Sika kaufte die MBCC Group. Sika veräußerte daraufhin den Kernbereich des MBCC-Chemiegeschäfts mit Betonzusatzmitteln, Zementadditiven und Lösungen für den Untertagebau zum 3. Mai 2023 an das internationale Private-Equity-Unternehmen Cinven.

## Forschung und Entwicklung
Die Forschungs- und Entwicklungsinitiativen des Unternehmens sind angeblich wegweisend für Fortschritte in der Bauchemie. Mit über 300 technischen Experten weltweit, verteilt auf drei F&E-Zentren und  lokale Labore, liegt der Schwerpunkt auf der Entwicklung von Lösungen, die die Leistungsfähigkeit von Beton verbessern und zur Reduzierung von CO2-Emissionen beitragen. Im Jahr 2023 wendete die Master Builders Solutions Holding mehr als 3 % ihres Umsatzes für Forschung und Entwicklung auf, was zu über 80 laufenden Projekten in der Pipeline führte.
Eine nennenswerte Innovation ist das Fließmittel MasterCO2re, das die Verwendung klinkerreduzierter Zementsorten bei der Betonherstellung ermöglicht und zu erheblichen CO2-Einsparungen von bis zu 50 % führt.